# Peter Edward Brandham
Peter Edward Brandham, né en 1937, est un botaniste britannique.

## Biographie

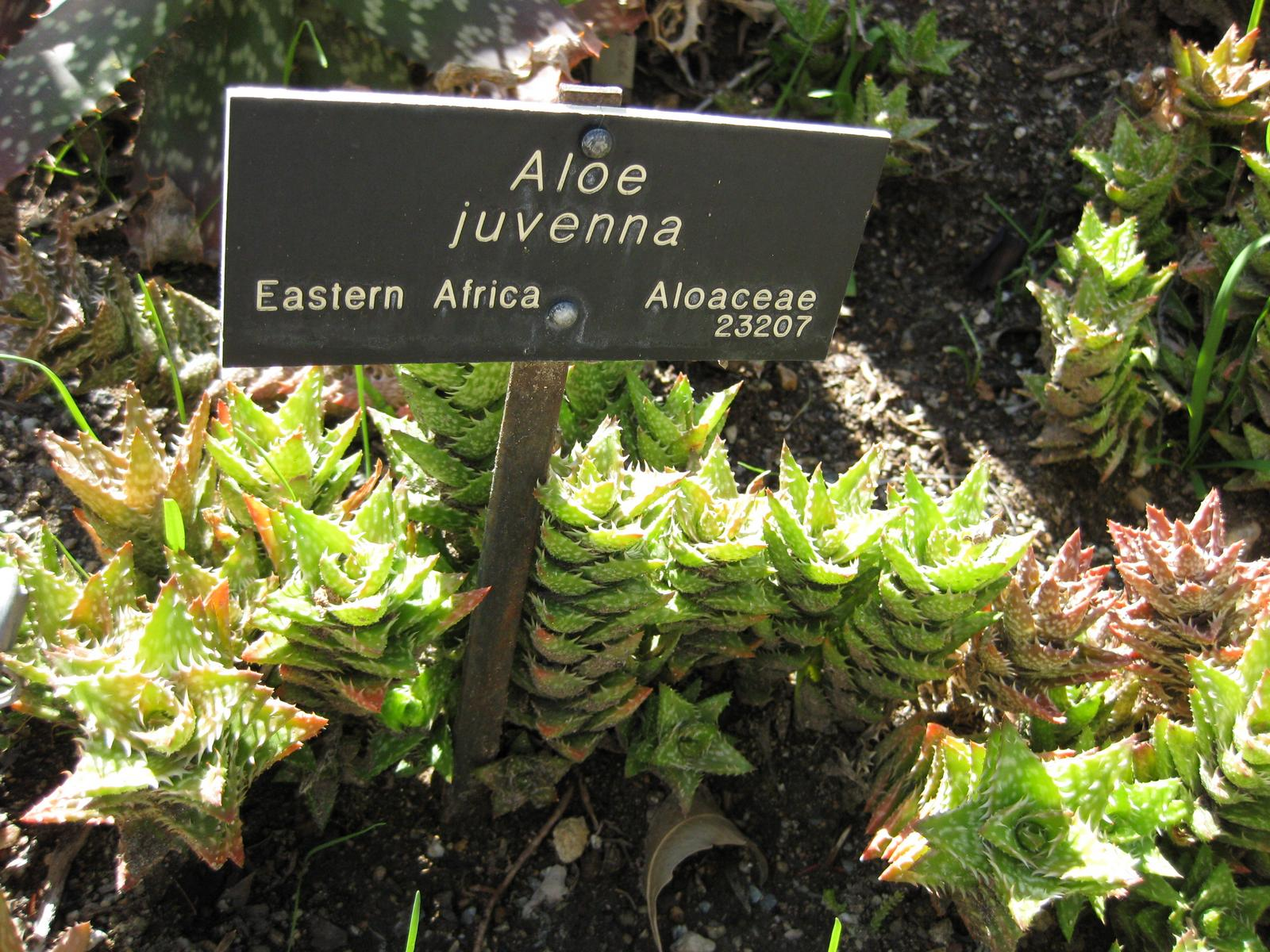
Aloe juvenna en culture aux Huntington Gardens (Los Angeles, California).

Peter Edward Brandham est diplômé du Queen Mary College à Londres, il travaille principalement sur des monocotylédones pétaloïdes.
Avec Susan Carter, il décrit les espèces Aloe juvenna et Aloe morijensis (de).
Il est l'auteur de 24 articles scientifiques et de vulgarisation sur son travail concernant le genre Narcissus.

## Hommages
En 2015, la Royal Horticultural Society lui décerne la Peter Barr Memorial Cup, qui récompense un travail de qualité dans le domaine des jonquilles.